# 小行星5226
小行星5226（英語：5226 Pollack）是一颗围绕太阳公转的小行星。1983年11月28日，愛德華·鮑威爾在可可尼诺县发现了此天体。
这颗小行星的绝对星等为20.81664421595987等。